# أحمد محمد يحيى
أحمد محمد يحيى( 1916 - 1998) ضابط وسياسي عراقي سابق .

## نشأته وحياته
ولد في الموصل سنة 1916،أكمل دراسته الابتدائية والثانوية في الموصل، التحق بالكلية العسكرية عام 1933 وتخرج منها سنة 1935 برتبة ملازم ثاني. تخرج من كلية الأركان سنة 1942 برتبة رئيس ركن.

## حياته السياسية
أصبح أحمد محمد يحيى مرافقا خاصا للملك فيصل الثاني عندما كان في لندن معه إلى بغداد. بعد أحداث البصرة سنة 1953 وإعلان الأحكام العرفية عين قائدا للقوات العسكرية في منطقة البصرة علما أنه كان برتبة عقيد ركن. ثم تولى منصب آمر اللواء الخامس عشر في البصرة سنة 1954، ثم آمر موقع البصرة حتى سنة 1956.
عاد إلى بغداد ليصبح رئيسا للبعثة العسكرية العراقية إلى المملكة الأردنية الهاشمية واستمر بهذا المنصب لحين إعلان الاتحاد الهاشمي بين المملكتين العراقية والأردنية. بقي في الأردن ضمن البعثة العسكرية هناك حتى قيام ثورة 14 تموز 1958.
عين بعد الثورة بمدة بمنصب سفير العراق في السعودية، لكن الفرصة لم تتح له للالتحاق بمنصبه بسبب الخلاف الذي حصل بين الزعيمين عبد الكريم قاسم وعبد السلام عارف فعين وزيرا للداخلية خلفا لعبد السلام عارف في 1 تشرين الأول 1958.
كذلك استلم منصب وزير الإصلاح الزراعي بالوكالة بعد إعفاء السيد إبراهيم كبة في 16 شباط 1960.

## انقلاب شباط ووفاته
استمر في منصبي وزير الداخلية ووزير الإصلاح الزراعي وكالة حتى ثورة 8 شباط 1963 وسقوط حكومة عبد الكريم قاسم، حيث اعتقل وحكم عليه بالسجن خمس سنوات. وفي نيسان 1964 أطلق سراحه فاعتكف في داره ببغداد حتى وفاته سنة 1998.